# Aleksandyr Markow
Aleksandyr Markow (bułg. Александър Марков, ur. 17 sierpnia 1961 w Sofii) – piłkarz bułgarski grający na pozycji bocznego obrońcy. W swojej karierze rozegrał 20 meczów w reprezentacji Bułgarii.

## Kariera klubowa
Karierę piłkarską Markow rozpoczynał w klubie Łokomotiw Sofia. W sezonie 1982/1983 zadebiutował w jego barwach w pierwszej lidze bułgarskiej. W zespole Lokomotiwu grał do 1985 roku i wtedy też przeszedł do innego pierwszoligowego klubu, Spartaka Plewen. Występował w nim do końca sezonu 1987/1988. Latem 1988 roku odszedł do Slawii Sofia. W 1990 roku wywalczył ze Slawią wicemistrzostwo Bułgarii.
W 1991 roku Markow przeszedł do innego klubu z Sofii, Lewskiego. Jego zawodnikiem był do końca sezonu 1995/1996. Wraz z Lewskim trzykrotnie wywalczył mistrzostwo Bułgarii w latach 1993, 1994 i 1995. Dwukrotnie zdobył Puchar Bułgarii w latach 1992 i 1994.
W 1996 roku Markow wrócił do Spartaka Plewen. Od 1998 do 1999 roku grał w Stanach Zjednoczonych w takich zespołach jak Hampton Roads Mariners i Atlanta Silverbacks. Będąc zawodnikiem tego drugiego zakończył karierę piłkarską.

## Kariera reprezentacyjna
W reprezentacji Bułgarii Markow zadebiutował 4 maja 1983 roku w wygranym 5:2 towarzyskim meczu z Kubą. W 1986 roku został powołany przez selekcjonera Iwana Wucowa do kadry na Mistrzostwa Świata 1986. Na tym turnieju rozegrał 2 mecze: z Włochami (1:1) i z Argentyną (0:2). Od 1983 do 1993 roku rozegrał w kadrze narodowej 20 meczów.
| Mecze i gole w reprezentacji | Mecze i gole w reprezentacji | Mecze i gole w reprezentacji | Mecze i gole w reprezentacji | Mecze i gole w reprezentacji | Mecze i gole w reprezentacji | Mecze i gole w reprezentacji |
| #                            | Data                         | Stadion                      | Rywal                        | Wynik                        | Gol                          | Rozgrywki                    |
| 1983                         | 1983                         | 1983                         | 1983                         | 1983                         | 1983                         | 1983                         |
| ---------------------------- | ---------------------------- | ---------------------------- | ---------------------------- | ---------------------------- | ---------------------------- | ---------------------------- |
| 1.                           | 04.05.1983                   | Sofia, Bułgaria              | Kuba                         | 5:2                          | 0                            | towarzyski                   |
| 2.                           | 07.08.1983                   | Paryż, Francja               | Algieria                     | 3:2                          | 0                            | towarzyski                   |
| 3.                           | 31.08.1983                   | Ateny, Grecja                | Grecja                       | 3:2                          | 0                            | towarzyski                   |
| 4.                           | 21.09.1983                   | Neubrandenburg, NRD          | NRD                          | 0:2                          | 0                            | towarzyski                   |
| 5.                           | 26.10.1983                   | Praga, Czechosłowacja        | Czechosłowacja               | 2:1                          | 0                            | towarzyski                   |
| 1984                         |                              |                              |                              |                              |                              |                              |
| 6.                           | 02.04.1984                   | Kuwejt, Kuwejt               | Kuwejt                       | 1:1                          | 0                            | towarzyski                   |
| 7.                           | 08.06.1984                   | Kopenhaga, Dania             | Dania                        | 1:1                          | 0                            | towarzyski                   |
| 8.                           | 05.09.1984                   | Lizbona, Portugalia          | Portugalia                   | 0:1                          | 0                            | towarzyski                   |
| 9.                           | 29.09.1984                   | Belgrad, Jugosławia          | Jugosławia                   | 0:0                          | 0                            | el. MŚ 1986                  |
| 10.                          | 06.10.1984                   | Stambuł, Turcja              | Turcja                       | 0:0                          | 0                            | towarzyski                   |
| 11.                          | 21.11.1984                   | Paryż, Francja               | Francja                      | 0:1                          | 0                            | el. MŚ 1986                  |
| 12.                          | 05.12.1984                   | Sofia, Bułgaria              | Luksemburg                   | 4:0                          | 0                            | el. MŚ 1986                  |
| 1986                         |                              |                              |                              |                              |                              |                              |
| 13.                          | 09.04.1986                   | Sofia, Bułgaria              | Dania                        | 3:0                          | 0                            | towarzyski                   |
| 14.                          | 23.04.1986                   | Bruksela, Belgia             | Belgia                       | 0:2                          | 0                            | towarzyski                   |
| 15.                          | 30.04.1986                   | Sofia, Bułgaria              | Korea Północna               | 3:0                          | 0                            | towarzyski                   |
| 16.                          | 31.05.1986                   | Meksyk, Meksyk               | Włochy                       | 1:1                          | 0                            | MŚ 1986                      |
| 17.                          | 10.06.1986                   | Meksyk, Meksyk               | Argentyna                    | 0:2                          | 0                            | MŚ 1986                      |
| 1990                         |                              |                              |                              |                              |                              |                              |
| 18.                          | 26.09.1990                   | Sztokholm, Szwecja           | Szwecja                      | 0:2                          | 0                            | towarzyski                   |
| 1993                         |                              |                              |                              |                              |                              |                              |
| 19.                          | 28.04.1993                   | Sofia, Bułgaria              | Finlandia                    | 2:0                          | 0                            | el. MŚ 1994                  |
| 20.                          | 12.05.1993                   | Sofia, Bułgaria              | Izrael                       | 2:2                          | 0                            | el. MŚ 1994                  |